# Geneva (Minnesota)
Geneva és una població dels Estats Units a l'estat de Minnesota. Segons el cens del 2000 tenia 449 habitants.

## Demografia
Segons el cens del 2000, Geneva tenia 449 habitants, 184 habitatges, i 126 famílies. La densitat de població era de 422,8 habitants per km².
Dels 184 habitatges en un 29,3% hi vivien nens de menys de 18 anys, en un 62% hi vivien parelles casades, en un 4,9% dones solteres, i en un 31,5% no eren unitats familiars. En el 28,3% dels habitatges hi vivien persones soles el 14,7% de les quals corresponia a persones de 65 anys o més que vivien soles. El nombre mitjà de persones vivint en cada habitatge era de 2,4 i el nombre mitjà de persones que vivien en cada família era de 2,95.
Per edats la població es repartia de la següent manera: un 25,4% tenia menys de 18 anys, un 8% entre 18 i 24, un 27,4% entre 25 i 44, un 22,9% de 45 a 60 i un 16,3% 65 anys o més.
L'edat mediana era de 38 anys. Per cada 100 dones de 18 o més anys hi havia 105,5 homes.
La renda mediana per habitatge era de 39.375 $ i la renda mediana per família de 50.893 $. Els homes tenien una renda mediana de 32.000 $ mentre que les dones 25.375 $. La renda per capita de la població era de 17.129 $. Entorn del 2,3% de les famílies i el 5,2% de la població estaven per davall del llindar de pobresa.

## Poblacions més properes
El següent diagrama mostra les poblacions més properes.